# Zentralinstitut für Molekularbiologie
Das Zentralinstitut für Molekularbiologie (ZIM) war ein vom 1. Januar 1972 bis zum 31. Dezember 1991 bestehendes außeruniversitäres Forschungsinstitut der Akademie der Wissenschaften der DDR (AdW) mit Sitz in Berlin-Buch. Es nahm aufgrund seiner Größe, seiner breiten Aufgabenstellung und Forschungsausrichtung sowie der Besetzung mit renommierten Wissenschaftlern eine führende Position unter den biowissenschaftlichen und medizinischen Akademieinstituten in der Deutschen Demokratischen Republik (DDR) ein. Das ZIM war damit von herausgehobener Bedeutung innerhalb der naturwissenschaftlichen Forschungsstrukturen der DDR. Aus dem Institut entstand mit Beginn des Jahres 1992 das Max-Delbrück-Centrum für Molekulare Medizin als Großforschungseinrichtung in der Helmholtz-Gemeinschaft Deutscher Forschungszentren.

## Geschichte

### Organisatorische Entwicklung
Das Zentralinstitut für Molekularbiologie entstand mit Beginn des Jahres 1972 im Rahmen einer Strukturreform aus den zuvor bestehenden Akademie-Instituten für Biochemie, für Biophysik, für Pharmakologie und für Zellphysiologie, die im Oktober 1961 aus Abteilungen des im Juli 1947 gegründeten Instituts für Medizin und Biologie hervorgegangen waren. Im Jahr 1980 erhielt das Institut ein neugebautes Laborgebäude. Darüber hinaus verfügte das Institut über ein Rechenzentrum sowie eine Außenstelle am Zentralinstitut für Kernforschung, auf dessen Gelände sich heute das Helmholtz-Zentrum Dresden-Rossendorf befindet. 1985 wurde dem ZIM der zuvor zum Zentralinstitut für Krebsforschung gehörende Bereich „Klinische und Experimentelle Immunologie“ angegliedert.
Das Institut war dem Forschungsprogramm „Biowissenschaften einschließlich naturwissenschaftlicher Grundlagen der Medizin“ zugeordnet und zusammen mit den anderen biowissenschaftlichen und medizinischen Akademie-Einrichtungen Teil des Forschungszentrums für Molekularbiologie und Medizin der AdW. Die Bereiche Immunologie und Humangenetik des ZIM gehörten darüber hinaus ab Anfang 1989 zum neu gegründeten „Zentrum für Medizinische Wissenschaft an der Akademie“.

### Aufgaben und Aktivitäten
Die Forschungsaktivitäten waren aufgrund der Entstehungsgeschichte des Instituts vielfältig und umfassten sowohl biowissenschaftliche und medizinische Grundlagenforschung als auch anwendungsorientierte Forschung und Entwicklung. Sie betrafen beispielsweise die Biokatalyse, die Wirkstoffforschung, die Methodik und Theorie der Biologie, die angewandte Enzymologie, die Zellphysiologie, die molekulare Zell- und Humangenetik, die Virologie und die Biophysik. Das Institut war darüber hinaus durch Beteiligung seiner Professoren an der universitären Lehre sowie durch Praktika von Studenten im Institut an der wissenschaftlichen Ausbildung beteiligt.
Zu den Mitarbeitern des Instituts zählten in den 1980er Jahren beispielsweise der Molekularbiologe und Biomathematiker Jens Reich, der Chemiker Frieder W. Scheller, der deutsch-britische Humangenetiker Charles Coutelle, der nach 1990 an das Imperial College London wechselte, und der deutsch-amerikanische Biochemiker Tom Rapoport, der 1995 als Professor für Zellbiologie an die Harvard University berufen wurde. Auch der Onkologe Arnold Graffi, der bis zu seiner Emeritierung als Direktor des Instituts für Experimentelle Krebsforschung fungiert hatte, war wie sein Schüler Heinz Bielka am ZIM aktiv, nachdem er Anfang der 1980er Jahre noch einmal in die aktive Forschung zurückkehrte.

### Direktoren
Direktor des Zentralinstituts für Molekularbiologie war von 1972 bis 1980 der Pharmakologe Friedrich Jung, der zuvor bereits das Akademie-Institut für Pharmakologie geleitet hatte. Sein Nachfolger war von 1981 bis 1984 der Pathologe Karl-Wolfgang Zschiesche, der 1979 vom Zentralinstitut für Mikrobiologie und experimentelle Therapie in Jena an das ZIM gewechselt war. Krankheitsbedingt wurde er jedoch von 1982 bis 1984 durch Heinz Bielka kommissarisch vertreten. Nach dem Ausscheiden von Karl-Wolfgang Zschiesche leitete der Immunologe Günter Pasternak das Institut von 1984 bis zum Ende des Jahres 1991, nachdem er zuvor am ebenfalls in Berlin-Buch ansässigen Zentralinstitut für Krebsforschung als Bereichsleiter tätig gewesen war.

### Struktur und Bilanz 1989/1990
Das Zentralinstitut für Molekularbiologie hatte 1989 rund 620 Mitarbeiter, darunter etwa 280 Wissenschaftler. Der Etat des Instituts umfasste zum Ende der 1980er Jahre rund 23 Millionen Mark der DDR. Etwa die Hälfte davon stammte von DDR-Firmen zur Förderung anwendungsorientierter Forschung mit dem Ziel der Eigenentwicklung biotechnologischer Verfahren und Produkte für den DDR-Markt. Dies entsprach der staatlichen Zielsetzung für die naturwissenschaftlichen Akademie-Institute, etwa 50 Prozent ihrer Aktivitäten durch Leistungsverträge mit der Industrie zu finanzieren.
Mit der Gründung des „Zentrums für Medizinische Wissenschaften“ innerhalb der AdW im Jahr 1989 war eine Neuausrichtung des Instituts geplant, die aufgrund der nachfolgenden Entwicklung jedoch nur unvollständig umgesetzt wurde. Ziel war ein weiterer Ausbau der industrienahen Forschung, wie er bereits seit der Mitte der 1980er Jahre durch staatliche Vorgaben angestrebt und zum Teil realisiert worden war. In der Folge war eine weitestgehende Trennung der biowissenschaftlichen von der medizinischen Forschung innerhalb der Akademie vorgesehen.

## Nachfolgeeinrichtung
Im Zuge der strukturellen Änderungen nach der politischen Wende 1989/1990 und der deutschen Wiedervereinigung kam es insbesondere im Bereich der anwendungsnahen Forschung am Institut zu einem deutlichen Abbau durch Stellen- und Mittelstreichungen. Aus dem Zentralinstitut für Molekularbiologie und den ebenfalls in Berlin-Buch ansässigen Zentralinstituten für Krebsforschung und für Herz-Kreislaufforschung entstand mit dem Anfang 1992 gegründeten Max-Delbrück-Centrum für Molekulare Medizin (MDC) eine Großforschungseinrichtung der Helmholtz-Gemeinschaft Deutscher Forschungszentren.
Darüber hinaus gingen aus den drei Instituten die Robert-Rössle-Klinik, mit den Schwerpunkten Chirurgie und Chirurgische Onkologie sowie Hämatologie, Onkologie und Tumorimmunologie, und die Franz-Volhard-Klinik mit den Schwerpunkten Molekulare und Klinische Kardiologie sowie Nephrologie und Hypertensiologie hervor, die in die Forschungsaktivitäten des MDC eingebunden sind und bis 2001 zum Campus Buch der Charité Universitätsmedizin Berlin gehörten. Im Jahr 2001 wurden die beiden Kliniken in das Helios Klinikum Berlin-Buch der privaten Helios-Gruppe eingegliedert.
Auch das in unmittelbarer Nähe zum MDC ebenfalls seit 1992 bestehende Leibniz-Institut für Molekulare Pharmakologie (FMP), welches Mitglied der Wissenschaftsgemeinschaft Gottfried Wilhelm Leibniz ist, geht teilweise auf das ZIM zurück. Das FMP entstand aus dem 1976 gegründeten Akademie-Institut für Wirkstofforschung mit Sitz in Berlin-Friedrichsfelde, dessen Bereiche Peptid- und Adaptationsforschung aus dem Zentralinstitut für Molekularbiologie ausgegliedert worden waren. Gründer des Instituts für Wirkstofforschung war der Pharmakologe Peter Oehme, der zuvor als Bereichsleiter und stellvertretender Direktor ebenfalls am ZIM gewirkt hatte.